# Agrat bat Mahlat
Agrat bat Mahlat (אגרת בת מחלת) es una demonio y súcubo en la mitología judía. 
Mahlat y Agrat son nombres propios y «bat» significa en hebreo «hija de», por lo que se traduce como «Agrat, hija de Mahlat».
En la literatura rabínica de Yalḳuṭ Ḥadash, ella aparece en la víspera de los miércoles y sábados como una demonio danzante en los tejados, junto con su madre, o posiblemente abuela, Lilith, quien aulla. También es la "amante de las hechiceras" que se comunica con secretos mágicos a Amemar, un sabio judío. En el Zohar de la cábala, ella es la reina de los demonios y una ángel de la prostitución sagrada, que se junta con el arcángel Samael, con sus compañeras súcubos Lilith y Naamá, y a veces con Eiseth como cuarta compañera.